# Mario Amendola
Mario Natalino Concetto Amendola (Recco, 8 dicembre 1910 – Roma, 22 dicembre 1993) è stato un commediografo, sceneggiatore e regista italiano.

## Biografia
Nato a Recco, in provincia di Genova, da genitori romani, iniziò la sua carriera nel 1931 come scrittore di riviste di avanspettacolo, ottenendo grande successo alla fine degli anni trenta con le riviste di Macario e Wanda Osiris (tra i suoi titoli, Tutte donne, Febbre azzurra, Follie di Amleto, Le educande di San Babila, L'uomo si conquista la domenica). Proseguì la sua carriera accanto a Macario e scrisse riviste per Carlo Campanini, Totò, Walter Chiari, Beniamino Maggio, per poi passare alla regia nel 1949.
Autore infaticabile, diresse 37 film, soprattutto di genere comico, e collaborò a innumerevoli sceneggiature, commedie teatrali e show televisivi popolari. Fece spesso coppia con Ruggero Maccari e poi con Bruno Corbucci, assieme al quale costituì un ferreo sodalizio. I due diedero corpo al popolare personaggio di Nico Giraldi ossia un ex ladro poi diventato ligio e astuto maresciallo quindi ispettore della polizia di Stato, che fu interpretato in una serie di undici film da Tomas Milian: un attore che dimostrò un grande talento recitando in romanesco pur essendo nato e cresciuto a Cuba.
Da tempo malato di diabete, morì a 83 anni il 22 dicembre 1993. Era zio dell'attore e doppiatore Ferruccio Amendola e del compositore Federico Bonetti Amendola e prozio dell'attore Claudio Amendola.

## Filmografia

### Regista
- I peggiori anni della nostra vita (1949)
- Il tallone d'Achille, co-regia di Ruggero Maccari (1952)
- Finalmente libero, co-regia di Ruggero Maccari (1953)
- Bertoldo, Bertoldino e Cacasenno (1954)
- La campana di San Giusto (1954)
- I dritti (1957)
- L'amore nasce a Roma (1958)
- I prepotenti (1958)
- Le dritte (1958)
- Il terrore dell'Oklahoma (1959)
- Simpatico mascalzone (1959)
- A qualcuna piace calvo (1960)
- Caravan petrol (1960)
- La banda del buco (1960)
- Cacciatori di dote (1961)
- Totò di notte n. 1 (1962)
- Il ladro di Damasco (1963)
- Totò sexy (1963)
- Vino, whisky e acqua salata (1963)
- Sexy proibitissimo - accreditato come Marcello Martinelli (1963)[1]
- Soldati e caporali (1965)
- Viaggio di nozze all'italiana (1966)
- Addio mamma (1967)
- La vuole lui... lo vuole lei (1967)
- Cuore matto... matto da legare (1967)
- Trappola per sette spie (1967)
- ...dai nemici mi guardo io! (1968)
- Franco, Ciccio e il pirata Barbanera (1969)
- Il terribile ispettore (1969)
- Pensiero d'amore (1969)
- Amore Formula 2 (1970)
- Lacrime d'amore (1970)
- Lady Barbara (1970)
- Storia di fifa e di coltello - Er seguito d'er più (1972)
- Pasqualino Cammarata... capitano di fregata (1973)
- Storia de fratelli e de cortelli (1973)
- Due sul pianerottolo (1975)
- Il giustiziere di mezzogiorno (1975)

### Sceneggiatore
- Il vagabondo (1941)
- O sole mio (1945)
- L'innocente Casimiro (1945)
- Il professor Trombone (1945)
- Dove sta Zazà? (1947)
- Come persi la guerra, regia di Carlo Borghesio (1947)
- L'isola del sogno (1947)
- L'eroe della strada (1948)
- 11 uomini e un pallone, regia di Giorgio Simonelli (1948)
- Come scopersi l'America (1949)
- La bisarca (1950)
- Abbiamo vinto! (1950)
- Bellezze in bicicletta, regia di Carlo Campogalliani (1951)
- Il sogno di Zorro (1951)
- Milano miliardaria (1951)
- Bellezze a Capri (1951)
- La famiglia Passaguai, regia di Aldo Fabrizi (1951)
- La paura fa 90 (1951)
- Una bruna indiavolata (1951)
- Bellezze in motoscooter (1952)
- Cinque poveri in automobile (1952)
- È arrivato l'accordatore (1952)
- Gli angeli del quartiere (1952)
- Io, Amleto (1952)
- Papà diventa mamma, regia di Aldo Fabrizi (1952)
- Fermi tutti... arrivo io! (1953)
- Baracca e burattini, regia di Sergio Corbucci (1954)
- I due compari (1955)
- Porta un bacione a Firenze (1955)
- La canzone del cuore, regia di Carlo Campogalliani (1955)
- Arriva la zia d'America, regia di Roberto Bianchi Montero (1956)
- Totò, Peppino e i fuorilegge (1956)
- Il corsaro della mezzaluna (1957)
- Serenatella sciuè sciuè (1958)
- Il terribile Teodoro (1959)
- Un militare e mezzo (1959)
- La sceriffa (1959)
- Prepotenti più di prima (1959)
- Canzoni a tempo di twist (1962)
- Canzoni, bulli e pupe (1963)
- I diavoli di Spartivento (1963)
- Il duca nero (1963)
- Le tre spade di Zorro (1963)
- Urlo contro melodia nel Cantagiro 1963 (1963)
- Sexy proibitissimo - accreditato come Marcello Martinelli (1963)[1]
- Due mattacchioni al Moulin Rouge (1964)
- I due gladiatori (1964)
- I ragazzi dell'Hully Gully (1964)
- Il giuramento di Zorro (1965)
- Maciste gladiatore di Sparta (1965)
- Per un pugno di canzoni (1966)
- I giorni della violenza (1967)
- La lunga notte di Tombstone (1967)
- Marinai in coperta (1967)
- Odio per odio, regia di Domenico Paolella (1967)
- Riderà (Cuore matto) (1967)
- 3 Supermen a Tokio (1967)
- Uccidi o muori (1967)
- Donne, botte e bersaglieri (1968)
- Spara, Gringo, spara (1968)
- Vacanze sulla Costa Smeralda, regia di Ruggero Deodato (1968)
- Zum Zum Zum - La canzone che mi passa per la testa (1968)
- Il grande silenzio, regia di Sergio Corbucci (1968)
- Isabella duchessa dei diavoli (1969)
- Zum Zum Zum nº 2 (1969)
- Che fanno i nostri supermen tra le vergini della jungla? (1970)
- Ma chi t'ha dato la patente? (1970)
- Due bianchi nell'Africa nera (1970)
- Nel giorno del Signore (1970)
- Er più - Storia d'amore e di coltello (1971)
- ...e alla fine lo chiamarono Jerusalem l'implacabile (1972)
- Boccaccio (1972)
- Poppea... una prostituta al servizio dell'impero, regia di Alfonso Brescia (1972)
- Decamerone proibito (1972)
- Il prode Anselmo e il suo scudiero (1972)
- Decameron proibitissimo (Boccaccio mio statte zitto) (1972)
- La banda J. & S. - Cronaca criminale del Far West (1972)
- Elena sì... ma di Troia (1973)
- Kid il monello del West (1973)
- L'altra faccia del padrino, regia di Franco Prosperi (1973)
- Le Amazzoni - Donne d'amore e di guerra (1973)
- Le mille e una notte all'italiana (1973)
- 4 marmittoni alle grandi manovre (1974)
- A forza di sberle (1974)
- Il trafficone (1974)
- Il bianco, il giallo, il nero (1974)
- Il cav. Costante Nicosia demoniaco ovvero: Dracula in Brianza, regia di Lucio Fulci (1975)
- Africa Express (1975)
- Di che segno sei? (1975)
- Safari Express (1976)
- Squadra antifurto, regia di Bruno Corbucci (1976)
- Squadra antiscippo, regia di Bruno Corbucci (1976)
- Messalina, Messalina!, regia di Bruno Corbucci (1977)
- Squadra antitruffa, regia di Bruno Corbucci (1977)
- Tre tigri contro tre tigri, regia di Steno e Sergio Corbucci (1977)
- Il figlio dello sceicco, regia di Bruno Corbucci (1977)
- Pari e dispari, regia di Sergio Corbucci (1978)
- Squadra antimafia, regia di Bruno Corbucci (1978)
- Assassinio sul Tevere, regia di Bruno Corbucci (1979)
- Squadra antigangsters, regia di Bruno Corbucci (1979)
- Agenzia Riccardo Finzi... praticamente detective, regia di Bruno Corbucci (1979)
- Delitto a Porta Romana, regia di Bruno Corbucci (1980)
- Il lupo e l'agnello, regia di Francesco Massaro (1980)
- Mi faccio la barca , regia di Sergio Corbucci (1980)
- Chi trova un amico trova un tesoro , regia di Sergio Corbucci (1981)
- Delitto al ristorante cinese, regia di Bruno Corbucci (1981)
- Uno contro l'altro, praticamente amici, regia di Bruno Corbucci (1981)
- Cane e gatto , regia di Bruno Corbucci (1982)
- Delitto sull'autostrada, regia di Bruno Corbucci (1982)
- La casa stregata, regia di Bruno Corbucci (1982)
- Viuuulentemente mia, regia di Carlo Vanzina (1982)
- Banana Joe , regia di Steno (1982)
- Dance Music (1983)
- Delitto in Formula Uno, regia di Bruno Corbucci (1983)
- Il diavolo e l'acquasanta, regia di Bruno Corbucci (1983)
- Occhio, malocchio, prezzemolo e finocchio, regia di Sergio Martino (1983)
- Delitto al Blue Gay, regia di Bruno Corbucci (1984)
- Superfantagenio, regia di Bruno Corbucci (1986)
- Roba da ricchi , regia di Sergio Corbucci (1987)
- Rimini Rimini , regia di Sergio Corbucci (1987)
- Rimini Rimini - Un anno dopo ,regia di Bruno Corbucci e Giorgio Capitani (1988)
- Classe di ferro 2 (1991)